# Stanisław Rudnicki (generał)

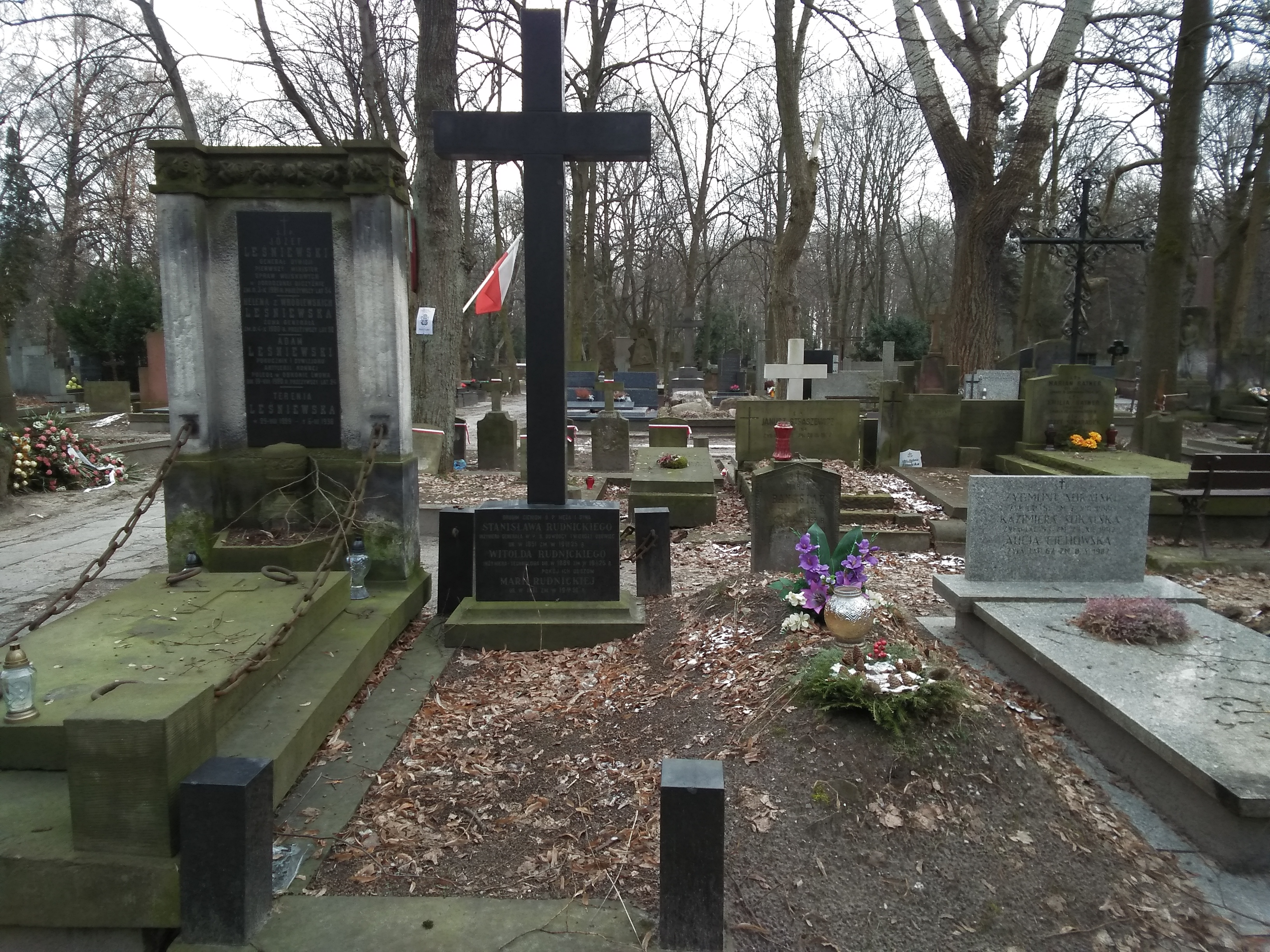
Grób Stanisława Rudnickiego na cmentarzu Powązkowskim

Stanisław Piotr Leon Rudnicki (ur. 28 lipca 1852 w Widutach, zm. 20 lipca 1925 w Warszawie) – generał brygady Wojska Polskiego.

## Życiorys
Stanisław Piotr Leon Rudnicki urodził się w miejscowości Widuty, w ówczesnym powiecie włodzimierskim guberni wołyńskiej, w rodzinie Jana i Olimpii z Krasuckich.
W latach 1869–1913 pełnił służbę w armii rosyjskiej. Był między innymi naczelnikiem 1 Petersburskiego Odcinka Inżynieryjnego (ros. 1-я Санкт-Петербургская инженерная дистанция).
Ukończył Nikołajewską Akademię Inżynieryjną.
15 lutego 1920 roku został przyjęty do Wojska Polskiego z zatwierdzeniem posiadanego stopnia generała podporucznika i z zaliczeniem do Rezerwy armii. 1 czerwca tego roku został wyznaczony na dowódcę wojskowego Dyrekcji Kolejowej w Żytomierzu. 20 września został powołany do służby czynnej i przydzielony do dyspozycji szefa Inżynierii i Saperów Naczelnego Dowództwa. 14 października Naczelny Wódz mianował go natomiast dowódcą Obozu Warownego „Ossowiec”. 26 stycznia 1921 r. został zatwierdzony z dniem 1 kwietnia 1920 r. w stopniu generała podporucznika, w grupie oficerów byłych Korpusów Wschodnich i byłej armii rosyjskiej.
Z dniem 1 kwietnia 1921 r. został przeniesiony w stan spoczynku, w stopniu generała podporucznika. 26 października 1923 r. Prezydent RP Stanisław Wojciechowski zatwierdził go w stopniu generała brygady. Zmarł 20 lipca 1925 roku w Warszawie. Pochowany na cmentarzu Powązkowskim (kwatera 234-3-2). 
Generał Rudnicki był żonaty z Marią Surzycką, z którą miał czworo dzieci.